# Ángel Vázquez Iglesias
Ángel Vázquez Iglesias (Lazcano, Guipúzcoa, 9 de mayo de 1980) es un ciclista español, profesional entre 2005 y 2007. A pesar de su escasa trayectoria como profesional ha sido conocido por participar en pruebas amateurs o no oficiales tras recibir una sanción de por vida por dopaje reiterado.
El 14 de junio de 2009 se proclamó campeón de Euskadi de ciclismo en ruta (prueba del calendario amateur vasco-navarro) en categoría élite. Sin embargo, el ciclista no debió haber tomado parte en dicha carrera al estar suspendido por un caso de dopaje (positivo por EPO) hasta el 13 de febrero de 2010, según afirmó la secretaria de la RFEC. La RFEC explicó que envía cada 15 días a las Federaciones autonómicas la lista de los ciclistas sancionados por dopaje, por lo que los árbitros estaban informados de su sanción. No obstante, la Federación Navarra (en la que había pedido su licencia Vázquez) no impidió al ciclista tomar parte en la prueba (organizada por la Federación Vasca). La RFEC anunció que el caso será estudiado por el Comité de Disciplina Deportiva, ya que además de un mal funcionamiento administrativo, el ciclista podría haber actuado de mala fe.
Volvió a competir como federado en el Duatlón de Arrigorriaga 2011, obteniendo la victoria por delante de Patxi Urizar, siendo ambos positivo en el control antidopaje de esta carrera, resultando ambos sancionados, Vázquez Iglesias a perpetuidad, presentándose de nuevo a la Marcha cicloturista Quebrantahuesos 2012 llegando en primer lugar a línea de meta, siendo secundado por Aitor Kintana, otro sancionado por dopaje en el ciclismo. En esa marcha en 2014 fue detenido perseguido por la Guardia Civil para instarle a que no participase de manera competitiva en la misma al estar sancionado.
El 13 de octubre de 2013 compitió en el Cross 3 Playas de San Sebastián, finalizando en el puesto 28 con un tiempo de 34' 15"

## Resultados en Grandes Vueltas y Campeonato del Mundo
Durante su carrera deportiva ha conseguido los siguientes puestos en las Grandes Vueltas y en los Campeonatos del Mundo en carretera:
| Carrera         | 2005 | 2006 | 2007 |
| --------------- | ---- | ---- | ---- |
| Giro de Italia  | -    | -    | -    |
| Tour de Francia | -    | -    | -    |
| Vuelta a España | -    | -    | -    |
| Mundial en Ruta | -    | -    | -    |

-: no participa

Ab.: abandono

## Equipos
- Barbot-Pascoal (2005)[6]
- Atom (2006)[7]
- Barbo-Halcon (2006)[8]
- LA-MSS (2007)